# Girolamo Fracastoro
Girolamo Fracastoro (Verona, 1478 – Verona, 1553. augusztus 6.) olasz orvos, költő, humanista és természettudós, a fertőző patológia és az összehasonlító orvostudomány atyja. A fertőző betegségek terjedéséről alkotott elméletével, valamint a szifilisz fogalmának bevezetésével vált híressé.

## Élete
Gazdag veronai családba született. A padovai egyetemen matematikát, filozófiát és orvostudományt tanult. Itt találkozott Kopernikusszal is. Tanulmányai befejeztével III. Pál pápa orvosa lett. Fracastoro 1553. augusztus 8-án hunyt el szülővárosában.

## Tudományos munkája

### Orvostudomány
Legtöbbet tanulmányozott szakterülete a szifilisz volt. A középkor végén és az újkor elején a szifilisz Itáliából és Franciaországból meglepő gyorsasággal minden európai országba elterjedt. „Syphilis” eredetileg Girolamo Fracastoro (1530) latin nyelvű versének címe volt. Ez a hosszú, mitologikus költemény egy Syphilus nevű pásztort említ, aki megsértette a napistent, ezért ezzel a betegséggel bünhődött. Ezt a szerző is „francia betegségnek” (morbus gallicus) nevezi, amely kifejezést aztán a következő évszázadokban széleskörűen alkalmazták.
A szifilisz ijesztő terjedése hamar véget vetett a középkori szexuális hanyagságnak. A korábban népszerű nyilvános fürdőket bezárták, a nép pedig egyre prűdebbé vált. Fracastoro a fertőző betegségek elterjedésének három féle módozatát határozta meg: közvetlen, közvetett és távolsági módon.

### Csillagászat
Kiállt a kopernikuszi heliocentrikus világkép mellett, és vizsgálta a Föld mágnesességét is. Sokan Fracastorónak tulajdonítják a távcső feltalálását, mivel egyik művében (Homocentricorum seu de stellis, Liber unus – 1538) a lencsék összetételéről beszél, ami által nagyobb képeket kapott.

## Művei

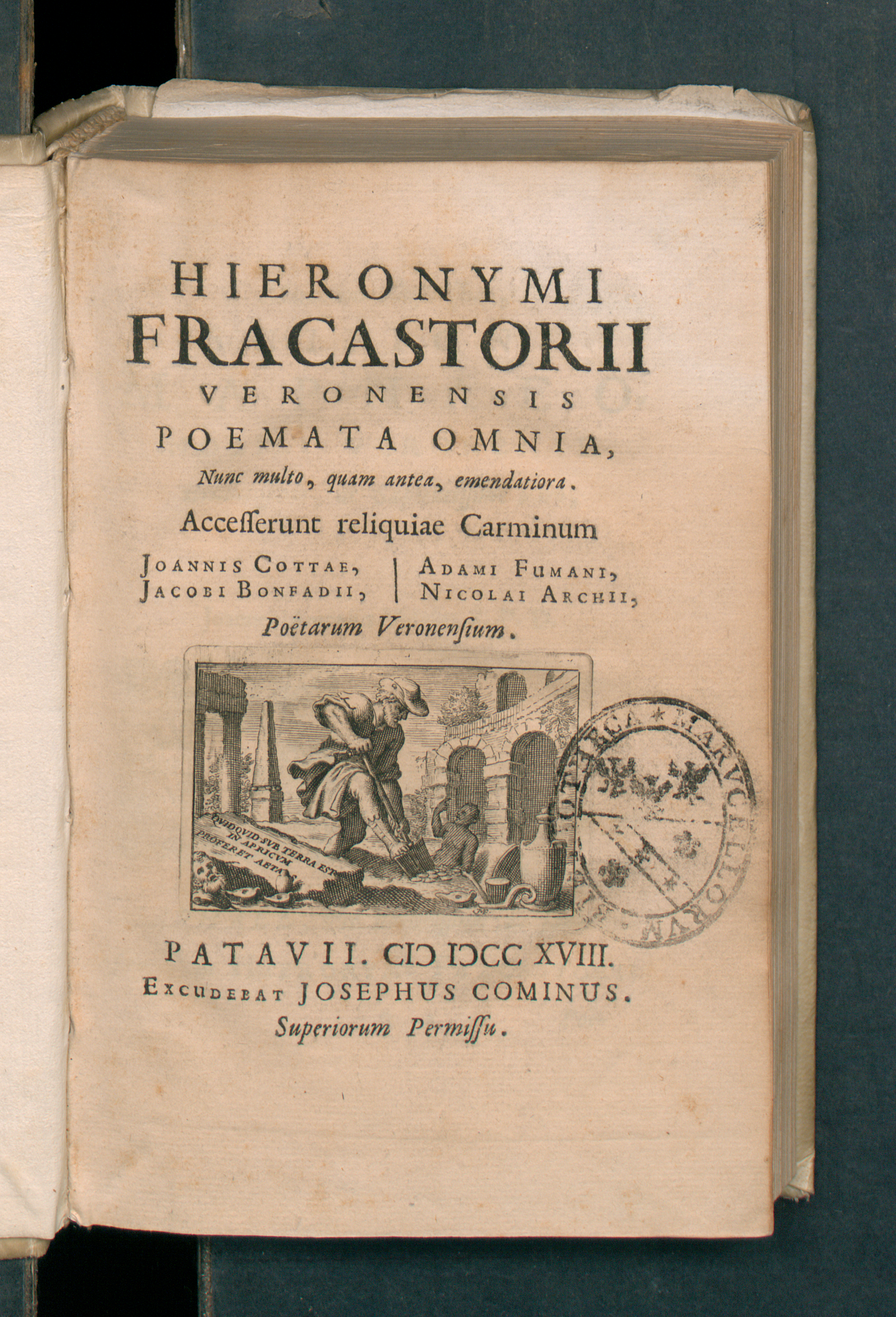
Poemata omnia, 1718

- 1530: Syphilis sive Morbus Gallicus
- 1534: Di Vini Temperatura
- 1535: Homocentricorum sive de Stellis, de Causis Criticorum Dierum Libellus
- 1538: Homocentrica
- 1539: Syphilis sive de morbo gallico
- 1546: De contagione, contagionis morbis et eorum curratione

### Magyarul
- Fracastoro Jeromos tankölteménye a francia kórságról; ford., bev., jegyz. Szatmári Imre; Franklin Ny., Budapest, 1909

## Fordítás
- Ez a szócikk részben vagy egészben  a   Girolamo Fracastoro című román Wikipédia-szócikk ezen változatának fordításán alapul.  Az eredeti cikk szerkesztőit annak laptörténete sorolja fel. Ez a jelzés csupán a megfogalmazás eredetét és a szerzői jogokat jelzi, nem szolgál a cikkben szereplő információk forrásmegjelöléseként.